# Curley
Curley ist eine französische Gemeinde mit 139 Einwohnern (Stand 1. Januar 2022) im Département Côte-d’Or in der Region Bourgogne-Franche-Comté (vor 2016 Bourgogne); sie gehört zum Arrondissement Beaune und zum Kanton Longvic. 

## Geographie
Curley liegt etwa 20 Kilometer südsüdwestlich von Dijon. Umgeben wird Curley von den Nachbargemeinden Chambœuf im Norden, Gevrey-Chambertin im Nordosten, Morey-Saint-Denis im Osten, Chambolle-Musigny im Südosten sowie Reulle-Vergy im Süden und Westen.

## Bevölkerung
| Jahr                       | 1962 | 1968 | 1975 | 1982 | 1990 | 1999 | 2006 | 2019 |
| Einwohner                  | 30   | 24   | 25   | 56   | 85   | 118  | 138  | 133  |
| Quellen: Cassini und INSEE |      |      |      |      |      |      |      |      |